# U18-världsmästerskapet i handboll för damer
U18-världsmästerskapet i handboll för damer (eller U18-VM) är en handbollsturnering för kvinnliga U 18-landslag. Turneringen spelas vartannat år, med början 2006. Den svenska segern år 2010 innebar att ett svenskt damlandslag i handboll för första gången tog en internationell mästerskapsmedalj.

## Medaljörer
| År   | Värdnation              | Final        | Final                                   | Final        | Match om tredjepris | Match om tredjepris                     | Match om tredjepris |
| År   | Värdnation              | Vinnare      | Resultat                                | Tvåa         | Trea                | Resultat                                | Fyra                |
| ---- | ----------------------- | ------------ | --------------------------------------- | ------------ | ------------------- | --------------------------------------- | ------------------- |
| 2006 | Kanada                  | Danmark U18  | 36 – 33                                 | Sydkorea U18 | Rumänien U18        | 30 – 28                                 | Frankrike U18       |
| 2008 | Slovakien               | Ryssland U18 | 27 – 22                                 | Serbien U18  | Danmark U18         | 24 – 21                                 | Frankrike U18       |
| 2010 | Dominikanska republiken | Sverige U18  | 34 – 29                                 | Norge U18    | Nederländerna U18   | 27 – 26                                 | Frankrike U18       |
| 2012 | Montenegro              | Danmark U18  | 27 – 26                                 | Ryssland U18 | Norge U18           | 36 – 30                                 | Rumänien U18        |
| 2014 | Makedonien              | Rumänien U18 | 32 – 21                                 | Tyskland U18 | Danmark U18         | 20 – 19                                 | Montenegro U18      |
| 2016 | Slovakien               | Ryssland U18 | 30 – 22                                 | Danmark U18  | Sydkorea U18        | 32 – 30                                 | Norge U18           |
| 2018 | Polen                   | Ryssland U18 | 29 – 27                                 | Ungern U18   | Sydkorea U18        | 34 – 27                                 | Sverige U18         |
| 2020 | Kroatien                |              | Inställt på grund av covid-19-pandemin. |              |                     | Inställt på grund av covid-19-pandemin. |                     |
| 2022 | Nordmakedonien          | Sydkorea U18 | 31 – 28                                 | Danmark U18  | Ungern U18          | 27 – 26                                 | Nederländerna U18   |
| 2024 | Kina                    |              |                                         |              |                     |                                         |                     |